# Kościół w Nowosielcach
Kościół w Nowosielcach este o arie protejată (sit de importanță comunitară — SCI) din Polonia întinsă pe o suprafață de 0,28 ha, integral pe uscat.

## Localizare
Centrul sitului Kościół w Nowosielcach este situat la coordonatele 49°33′55″N 22°04′38″E / 49.5652°N 22.0772°E.

## Înființare
Situl Kościół w Nowosielcach a fost declarat sit de importanță comunitară în octombrie 2009 pentru a proteja 1 specie de animale.

## Biodiversitate
Situată în ecoregiunea continentală, aria protejată nu include niciun habitat protejat.
La baza desemnării sitului se află o specie protejată de  mamifere: liliac comun (Myotis myotis).